# Santiago Cuesta Díaz
Santiago Cuesta Díaz, més conegut com a Santi Cuesta (Avilés, 11 d'agost de 1971) és un exfutbolista asturià, que ocupava la posició de migcampista. Va ser internacional sub-21 per la selecció espanyola.

## Carrera esportiva
Format al planter del Reial Valladolid, debuta amb el primer equip a la 89/90, en la qual hi jugaria dos partits a la màxima categoria. Dos anys es consolida amb els val·lisoletans. Disputa 25 partits. L'estiu de 1992 marxa al RCD Espanyol, on apareix en 22 ocasions. Els pericos baixen a Segona i el migcampista deixa de comptar en la categoria d'argent, on juga només 3 partits.
La temporada 94/95 torna al Valladolid, però tampoc gaudeix de minuts. A l'any següent recupera la titularitat al CD Toledo, on roman dos anys. A partir de 1997, Santi Cuesta jugarà en equips de Segona B, com el CE Castelló (97/98) o l'AD Ceuta (98/99).